# Dysphania bellicosa
Dysphania bellicosa är en fjärilsart som beskrevs av Felder 1874. Dysphania bellicosa ingår i släktet Dysphania och familjen mätare. Inga underarter finns listade i Catalogue of Life.